# Calchufine
Calchufine (Apaches Calchufines), banda Jicarilla Apača, koji su 1719. živjeli na rijeci Arkansas, na području današnjeg jugoistočnog Colorada. Rani španjolski pisci nazivali su ih i Escalchufines. Godine 1719. spominju se s Quartelejo (Cuartelejo) Apačima kao saveznici Valverdea i neprijatelji Komanča.